# Kay Andrews, Baroness Andrews

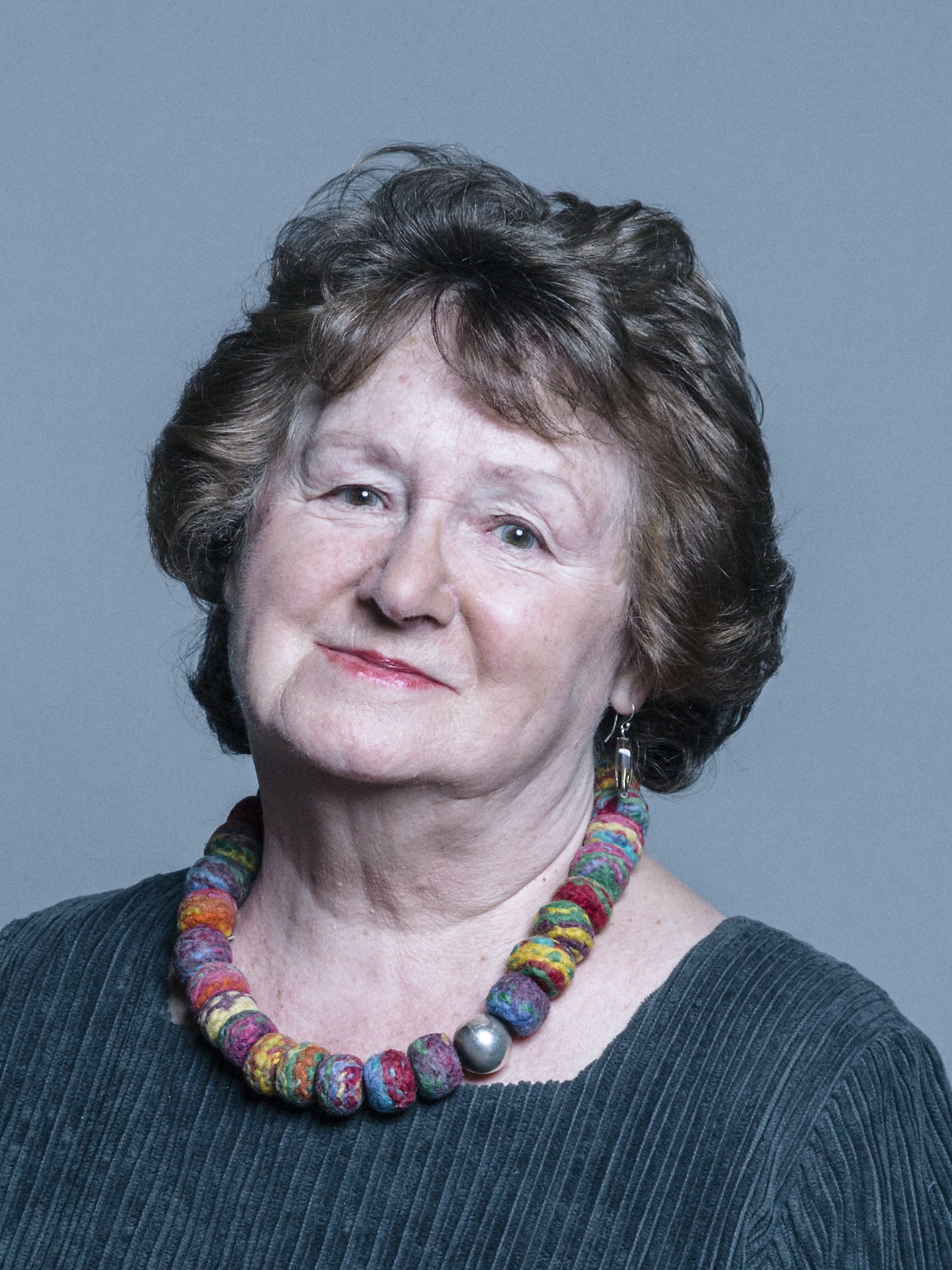
Kay Andrews, Baroness Andrews

Elizabeth Kay Andrews, Baroness Andrews OBE (* 16. Mai 1943) ist eine britische Politikerin der Labour Party und Life Peer.

## Leben
Andrews wurde im Mai 1943 als Tochter von Clifford und Louisa Andrews geboren. Sie besuchte die Lewis School for Girls in Hengoed und studierte im Anschluss Internationale Politik am University College of Wales.
Sie schloss 1964 ihr Bachelor-Studium an der Bangor University ab.
Sie war in dieser Zeit von 1968 bis 1970 Fellow der Science Policy Research Unit.
In Sussex schloss sie mit einem Master of Arts in politischer Soziologie und 1975 mit einem Doktor der Philosophie in Geschichte und sozialwissenschaftlichen Studien ab.
Sie arbeitete von 1970 bis 1985 in der Parlamentsverwaltung als Parliamentary Clerk in der Forschungsabteilung.
Danach wurde sie von 1985 bis 1992 politische Beraterin des damaligen Oppositionsführers Neil Kinnock.
Sie war 1992 Gründerin von Education Extra, einer Charity-Organisation für außerschulische Bildung und war dessen Direktorin bis 2002.
Andrews verließ im Juli 2009 die Regierung und wurde als erste Frau Vorsitzende (Chair) von English Heritage ab dem 27. Juli 2009.
Daher verließ sie zur gleichen Zeit verließ sie die Labourfraktion und sitzt nun als Unabhängige im Oberhaus.
Außerdem ist sie Vorsitzende (Chair) des Foundations Independent Living Trust und Vizepräsident (Vice President) der National Parks Association. Des Weiteren veröffentlichte sie weitere Büchter.

## Mitgliedschaft im House of Lords
Andrews wurde am 9. Mai 2000 als Baroness Andrews, of Southover of Southover im County of East Sussex, zum Life Peer ernannt. Am 23. Juni 2000 hielt sie ihre Antrittsrede im House of Lords.
Als Themen von politischem Interesse nennt sie auf der Webseite des Oberhauses Bildung und Sozialpolitik, internationale Entwicklung, Kulturpolitik und Wissenschaftspolitik. Als Staaten von Interesse nennt sie die Staaten Lateinamerikas.
Im House of Lords war sie von Mai 2002 bis Mai 2005 parlamentarische Geschäftsführerin (Government Whip) und Regierungssprecherin für Erziehung, Bildung, Gesundheit, Arbeit und Rentenfragen. Danach war sie Parlamentarische Unterstaatssekretärin des Department for Communities and Local Government von 2005 bis 2009. Sie meldet sich regelmäßig zu Wort, oft zu Fragen der Bildung und der Jugend. 
Ihre Anwesenheit bei Sitzungstagen schwankt stark im mittleren bis regelmäßigen Bereich.

## Familie
Sie war von 1970 bis 1992 mit Professor Roy MacLeod verheiratet, die Ehe wurde geschieden.

## Orden und Ehrenzeichen
Andrews wurde 1998 als Officer des Order of the British Empire ausgezeichnet, für ihren Einsatz im Bereich Bildung.

## Veröffentlichungen
- The Government of Science, Littlehampton Book Services Ltd, 1972, ISBN 978-0297995012 (als Herausgeber mit J .B. Poole)
- Punishing the Poor: Poverty Under Thatcher, Macmillan, 1990, ISBN 978-0333487211 (mit John Jacobs)
- Good Practice & Policy for After School, Financial Times Prentice Hall, 1995, ISBN 978-0273616283